# Campionati italiani estivi di nuoto 1912
I XIV Campionati italiani di nuoto anche quest'anno sono stati disputati in tre sedi diverse. Si è cominciato il 4 agosto 1912 con le gare nel fiume a  Firenze, quindi il 18 e il 19 agosto ci sono state le gare nel lago a Pusiano, e infine il 14 e 15 settembre le gare in mare che si sono disputate a Napoli. Questo è l'ultimo anno in cui i campionati si disputano in tre campi di gara diversi.

## Podi
Sino al 1931 venivano usati cronometri precisi al quinto di secondo (0,2 sec.); i tempi sono stati riportati usando i decimi di secondo, ne segue che le cifre dei decimi appaiano sempre pari
| Evento                           | Oro                                                                 | Tempo   | Argento                                                                                      | Tempo   | Bronzo                                                          | Tempo   |
|                                  |                                                                     |         |                                                                                              |         |                                                                 |         |
| stadio nel fiume                 | Mario Massa                                                         | 2'34"2  | Luigi Bacigalupo                                                                             | 2'36"0  | ---                                                             | ---     |
| stadio nel lago                  | Mario Massa                                                         | 2'45"0  | Davide Baiardo                                                                               | 2'55"0  | Luigi Bacigalupo                                                | 3'01"0  |
| stadio in mare                   | Mario Massa                                                         | 2'10"6  | Davide Baiardo                                                                               | 2'16"6  | Luigi Bacigalupo                                                | 2'18"2  |
|                                  |                                                                     |         |                                                                                              |         |                                                                 |         |
| miglio nel fiume                 | Mario Massa                                                         | 29'22"0 | Aldo Cigheri                                                                                 | 33'01"0 | Mugnai                                                          | 36"16"0 |
| miglio nel lago                  | Mario Massa                                                         | 30'49"0 | Davide Baiardo                                                                               | 32'20"0 | Aldo Cigheri                                                    | 32'34"0 |
| miglio in mare                   | Mario Massa                                                         | 28'13"4 | Davide Baiardo                                                                               | 29'34"2 | Luigi Bacigalupo                                                | 30'38"0 |
| Gara a squadre - Scudo Garibaldi |                                                                     |         |                                                                                              |         |                                                                 |         |
| 3x200 m nel fiume                | Ardita Juventus Nervi Mario Pratolongo Luigi Bacigalupo Mario Massa | 8'44"6  | Rari Nantes Florentia Giovanni Gatti Peruzzi Aldo Cigheri                                    | 9'10"0  | ---                                                             | ---     |
| 3x200 m nel lago                 | Ardita Juventus Nervi Mario Pratolongo Luigi Bacigalupo Mario Massa | 9'18"0  | Genoa Cricket and Football Club Waterpolo Agostino Frassinetti Vittorio Semorile Angelo Cova | 9'45"0  | Rari Nantes Milano Antonio Greppi Roberto Davoglio Luigi Zanini | 11'01"0 |
| 3x200 m in mare                  | Ardita Juventus Nervi Luigi Bacigalupo Mario Pratolongo Mario Massa | 10'01"0 | Genoa Cricket and Football Club Waterpolo                                                    | 10'21"8 | Società Sportiva Lazio Nuoto                                    | 12'47"0 |
| Stili artistici                  |                                                                     |         |                                                                                              |         |                                                                 |         |
| 100 m dorso                      | Luigi Zanini                                                        | 2'42"0  | Roberto Davoglio                                                                             | 2'47"0  | Virgilio Bellezza                                               | 2'50"0  |
| 100 m sul petto                  | Angelo Cova                                                         | 1'35"0  | Enrico Mariani                                                                               | 1'42"0  | Felice Gemelli                                                  | 1'55"0  |
| 100 m a bracciate                | Mario Massa                                                         | 1'26"0  | Angelo Cova                                                                                  | 1'28"0  | Italo Madella                                                   | 1'37"0  |